# Miguel Ángel de Quevedo (estación)
Miguel Ángel de Quevedo es una de las estaciones que forman parte del Metro de la Ciudad de México, perteneciente a la Línea 3. Se ubica al sur de la Ciudad de México, en el límite de las alcaldías Álvaro Obregón y Coyoacán.

## Información general
Toma su nombre de la cercana Avenida Miguel Ángel de Quevedo. Miguel Ángel de Quevedo (1859-1946), fue un famoso arquitecto mexicano que dedicó gran parte de su vida al estudio de la flora por lo que fue conocido como el "apóstol del árbol", razón por la cual el símbolo de la estación representa un árbol.
Una particularidad de la estación es que las vías están separadas debido a que el cauce del río Magdalena corre desde esta estación hasta Viveros-Derechos Humanos.

## Conectividad

### Salidas
- Nororiente: Avenida Universidad esquina Avenida Ing. Miguel Ángel de Quevedo, Colonia Romero de Terreros.
- Surponiente: Avenida Universidad, Colonia Chimalistac.
- Poniente: Avenida Universidad, Colonia Chimalistac.

### Conexiones
Existen conexiones con las estaciones y paradas de diversos sistemas de transporte:
- Línea 7 del Trolebús
- Algunas rutas de la Red de Transporte de Pasajeros.

## Lugares de interés
- Fonoteca Nacional

## Afluencia
La siguiente tabla muestra la afluencia de la estación en los últimos 10 años:
| Afluencia Anual de Pasajeros | Afluencia Anual de Pasajeros | Afluencia Anual de Pasajeros | Afluencia Anual de Pasajeros | Afluencia Anual de Pasajeros | Afluencia Anual de Pasajeros |
| ---------------------------- | ---------------------------- | ---------------------------- | ---------------------------- | ---------------------------- | ---------------------------- |
| Año                          | Afluencia                    | A Diario                     | Ranking                      | Incremento                   | Ref.                         |
| 2023                         | 10,157,319                   | 27,828                       | 24°/195                      | +12.64%                      | [ 2 ]                        |
| 2022                         | 9,017,278                    | 24,704                       | 24°/195                      | +35.98%                      | [ 3 ]                        |
| 2021                         | 6,631,245                    | 18,167                       | 29°/195                      | -11.63%                      | [ 4 ]                        |
| 2020                         | 7,504,108                    | 20,503                       | 25°/195                      | -37.99%                      | [ 5 ]                        |
| 2019                         | 12,101,570                   | 33,154                       | 33°/195                      | +2.84%                       | [ 6 ]                        |
| 2018                         | 11,767,521                   | 32,239                       | 34°/195                      | -6.75%                       | [ 7 ]                        |
| 2017                         | 12,618,896                   | 34,572                       | 28°/195                      | -1.52%                       | [ 8 ]                        |
| 2016                         | 12,813,161                   | 35,008                       | 29°/195                      | +8.76%                       | [ 9 ]                        |
| 2015                         | 11,781,124                   | 32,277                       | 38°/195                      | +4.78%                       | [ 10 ]                       |
| 2014                         | 11,243,904                   | 30,805                       | 40°/195                      | -2.97%                       | [ 11 ]                       |